# 苏库里乌河
20°42′43″S 51°39′36″W / 20.71194°S 51.66000°W
苏库里乌河是位于巴西西南部南马托格罗索州的河流，在索萨·迪亚斯工程师大坝上游处汇入巴拉那河。